# Анастазија Мишковић
Анастазија Мишковић (Земун, 20. мај 1849 — непознато) била је српска драмска глумица.

## Биографија и каријера
Рођена је 1849. године у имућној земунској породици. Њена сестра била је Милева Радуловић Рашић, такође глумица.
Улогом Видосаве у позоришној представи Стари кованџија ступила је на сцену Српског народног позоришта 24. новембра 1866. године и у њему је глумила скоро до краја 1868. године.
Штампа је истицала да је била даровита, марљива у раду, живахна у игри, те да се истицала у улогама заљубљених девојака у шаљивим комадима. На конкурс Народном позоришту у Београду јавила се 1868. али није примљена, затим јој се губи сваки траг.

## Улоге
Забележене су њене улоге у Српском народном позоришту и то :
- Видосава (Стари кованџија)
- Марта (Инкогнито)
- Лепосава (Миљко Мрконић)
- Владислава (Немања)